# Bevar Bækkestien
Bevar Bækkestien er en forening i Randers. Foreningen blev dannet 19. juni 2020 og åbnede for tilgang af nye medlemmer 20. juni 2020.
Dens formål er at sikre bevarelse af Bækkestien og at forhindre den foreslåede "klimabro", som indgår som element i projektet Byen til vandet. Foreningen har pr. 1. juli 2020 2.130 medlemmer.